# Kanton Faulquemont
Der Kanton Faulquemont ist seit 1790 ein französischer Wahlkreis in den Arrondissements Forbach-Boulay-Moselle und Metz im Département Moselle in der Region Grand Est (bis 2015 Lothringen).

## Geschichte
Der Kanton wurde am 15. Februar 1790 im Zuge der Einrichtung der Départements als Teil des damaligen „Distrikts Morhange“ gegründet. 1801 kam er zum neuen Arrondissement Boulay-Moselle. Von 1871 bis 1919 sowie von 1940 bis 1944 gab es keine weitere Untergliederung des damaligen „Kreises Bolchen“. Bis 2015 gehörten 31 Gemeinden zum Kanton Faulquemont. Mit der Neuordnung der Kantone in Frankreich stieg die Zahl der Gemeinden 2015 auf 61. Zu den bisherigen Gemeinden des alten Kantons kamen noch 16 der 36 Gemeinden des bisherigen Kantons Verny, 12 der 31 Gemeinden des bisherigen Kantons Pange sowie Boucheporn und Zimming aus dem Kanton Boulay-Moselle hinzu.

## Geografie
Der Kanton liegt quer in der Mitte des Départements Moselle bis zur westlichen Départementgrenze.

## Gemeinden
Der Kanton besteht aus 27 Gemeinden mit insgesamt 39.828 Einwohnern (Stand: 1. Januar 2022) auf einer Gesamtfläche von 474,24 km²:
| Gemeinde                   | Mundart Patois       | Deutsch                   | Einwohner (2022) | Fläche (km²) | Code postal | Code Insee | Arrondissement         |
| -------------------------- | -------------------- | ------------------------- | ---------------- | ------------ | ----------- | ---------- | ---------------------- |
| Adaincourt                 | Audinco              | Adinghofen                | 134              | 3,42         | 57580       | 57007      | Forbach-Boulay-Moselle |
| Adelange                   | Aidlingen            | Edelingen                 | 216              | 5,81         | 57380       | 57008      | Forbach-Boulay-Moselle |
| Ancerville                 | Ansrevelle           | Anserweiler               | 299              | 5,23         | 57580       | 57020      | Metz                   |
| Arraincourt                | Harainco             | Armsdorf                  | 123              | 4,74         | 57380       | 57027      | Forbach-Boulay-Moselle |
| Arriance                   | Airiance             | Argenchen (Argensgen)     | 216              | 6,98         | 57580       | 57029      | Forbach-Boulay-Moselle |
| Aube                       | –                    | Alben                     | 266              | 5,31         | 57580       | 57037      | Metz                   |
| Bambiderstroff             | Bambidaschtroff      | Baumbiedersdorf           | 1.024            | 11,05        | 57690       | 57047      | Forbach-Boulay-Moselle |
| Béchy                      | –                    | Bechingen                 | 614              | 9,57         | 57580       | 57057      | Metz                   |
| Beux                       | –                    | Niederbö                  | 297              | 5,03         | 57580       | 57075      | Metz                   |
| Boucheporn                 | Boschborn            | Buschborn                 | 566              | 6,65         | 57220       | 57095      | Forbach-Boulay-Moselle |
| Buchy                      | –                    | Buchingen                 | 98               | 3,58         | 57420       | 57116      | Metz                   |
| Chanville                  | –                    | Hanhausen                 | 149              | 3,89         | 57580       | 57127      | Metz                   |
| Cheminot                   | –                    | Kemnat                    | 824              | 11,5         | 57420       | 57137      | Metz                   |
| Chérisey                   | –                    | Schersingen               | 276              | 5,07         | 57420       | 57139      | Metz                   |
| Créhange                   | Krischingen          | Kriechingen               | 3.745            | 10,46        | 57690       | 57159      | Forbach-Boulay-Moselle |
| Elvange                    | Ilwingen             | Elwingen                  | 419              | 7,12         | 57690       | 57190      | Forbach-Boulay-Moselle |
| Faulquemont                | Folkenburch          | Falkenberg                | 5.154            | 18,79        | 57380       | 57209      | Forbach-Boulay-Moselle |
| Flétrange                  | Flétringen           | Fletringen                | 876              | 6,07         | 57690       | 57217      | Forbach-Boulay-Moselle |
| Fleury                     | –                    | Flöringen                 | 1.284            | 9,71         | 57420       | 57218      | Metz                   |
| Flocourt                   | –                    | Flodoaldshofen            | 129              | 4,53         | 57580       | 57220      | Metz                   |
| Fouligny                   | Fillingen/Folni      | Füllingen                 | 192              | 5,96         | 57220       | 57230      | Forbach-Boulay-Moselle |
| Goin                       | –                    | Göhn                      | 352              | 9,07         | 57420       | 57251      | Metz                   |
| Guinglange                 | Genglingen           | Gänglingen                | 328              | 10,38        | 57690       | 57276      | Forbach-Boulay-Moselle |
| Hallering                  | Hallering            | Halleringen               | 104              | 3,55         | 57690       | 57284      | Forbach-Boulay-Moselle |
| Han-sur-Nied               | –                    | Han an der Nied           | 251              | 2,02         | 57580       | 57293      | Forbach-Boulay-Moselle |
| Haute-Vigneulles           | Oberfiln             | Oberfillen                | 450              | 9,53         | 57690       | 57714      | Forbach-Boulay-Moselle |
| Hémilly                    | Hemly                | Hemelich                  | 143              | 14,04        | 57690       | 57313      | Forbach-Boulay-Moselle |
| Herny                      | –                    | Herlingen                 | 519              | 9,64         | 57580       | 57319      | Forbach-Boulay-Moselle |
| Holacourt                  | –                    | Ollhofen                  | 91               | 2,92         | 57380       | 57328      | Forbach-Boulay-Moselle |
| Laudrefang                 | Lodderfang           | Lauterfangen              | 339              | 4,7          | 57385       | 57386      | Forbach-Boulay-Moselle |
| Lemud                      | –                    | Mud                       | 524              | 4,24         | 57580       | 57392      | Metz                   |
| Liéhon                     | –                    | Lieheim                   | 131              | 5,38         | 57420       | 57403      | Metz                   |
| Longeville-lès-Saint-Avold | Lubeln               | Lubeln                    | 3.592            | 24,54        | 57740       | 57413      | Forbach-Boulay-Moselle |
| Louvigny                   | –                    | Loveningen                | 879              | 15,82        | 57420       | 57422      | Metz                   |
| Luppy                      | –                    | Luppingen                 | 588              | 16,26        | 57580       | 57425      | Metz                   |
| Mainvillers                | Maiwilla/Mainvlé     | Maiweiler                 | 322              | 6,7          | 57380       | 57430      | Forbach-Boulay-Moselle |
| Many                       | –                    | Niederum                  | 251              | 8,22         | 57380       | 57442      | Forbach-Boulay-Moselle |
| Marange-Zondrange          | Mëringen-Sonneringen | Möhringen-Zondringen      | 371              | 8,28         | 57690       | 57444      | Forbach-Boulay-Moselle |
| Orny                       | –                    | Ornach                    | 418              | 7,3          | 57420       | 57527      | Metz                   |
| Pagny-lès-Goin             | –                    | Pagny bei Goin/Paningen   | 231              | 5,17         | 57420       | 57532      | Metz                   |
| Pommérieux                 | –                    | Pommeringen               | 728              | 4,31         | 57420       | 57547      | Metz                   |
| Pontoy                     | –                    | Pontingen                 | 601              | 10,12        | 57420       | 57548      | Metz                   |
| Pontpierre                 | Stémbidaschtroff     | Steinbiedersdorf          | 751              | 8,48         | 57380       | 57549      | Forbach-Boulay-Moselle |
| Pournoy-la-Grasse          | –                    | Grossprunach              | 741              | 7,19         | 57420       | 57554      | Metz                   |
| Rémilly                    | –                    | Remelach                  | 2.050            | 18,94        | 57580       | 57572      | Metz                   |
| Sillegny                   | –                    | Sillningen                | 633              | 10,46        | 57420       | 57652      | Metz                   |
| Silly-en-Saulnois          |                      |                           | 34               | 2,35         | 57420       | 57653      | Metz                   |
| Solgne                     | –                    | Solgen                    | 1.138            | 7,29         | 57420       | 57655      | Metz                   |
| Teting-sur-Nied            | Teting               | Tetingen                  | 1.260            | 9,83         | 57385       | 57668      | Forbach-Boulay-Moselle |
| Thicourt                   | Thico                | Diedersdorf               | 133              | 5,5          | 57380       | 57670      | Forbach-Boulay-Moselle |
| Thimonville                | –                    | Thimmenheim               | 140              | 7,4          | 57580       | 57671      | Metz                   |
| Thonville                  | –                    | Odersdorf                 | 51               | 2,53         | 57380       | 57673      | Forbach-Boulay-Moselle |
| Tragny                     | –                    | Tranach                   | 88               | 5,43         | 57580       | 57676      | Metz                   |
| Tritteling-Redlach         | Trittelingen-Rédlach | Trittelingen-Redach       | 513              | 6            | 57385       | 57679      | Forbach-Boulay-Moselle |
| Vahl-lès-Faulquemont       | Wahl                 | Vahlen/Wahlen             | 245              | 6,18         | 57380       | 57686      | Forbach-Boulay-Moselle |
| Vatimont                   | Vautieumont          | Wallersberg (Weltersburg) | 307              | 8,13         | 57580       | 57698      | Forbach-Boulay-Moselle |
| Verny                      | –                    | Werningen                 | 2.056            | 3,9          | 57420       | 57708      | Metz                   |
| Villers-Stoncourt          | Stonco               | Stondorf                  | 222              | 10,57        | 57530       | 57718      | Metz                   |
| Vittoncourt                | Vitonco              | Wittenhofen               | 389              | 9,51         | 57580       | 57726      | Forbach-Boulay-Moselle |
| Voimhaut                   | Wémhaut              | Wainwalz                  | 252              | 4,02         | 57580       | 57728      | Forbach-Boulay-Moselle |
| Zimming                    | Zéming               | Zimmingen                 | 711              | 7,87         | 57690       | 57762      | Forbach-Boulay-Moselle |
| Kanton Faulquemont         | Folkenburch          | Falkenberg                | 39.828           | 474,24       | -           | -          | -                      |

Bis zur landesweiten Neuordnung der französischen Kantone im März 2015 gehörten zum Kanton Faulquemont die 31 Gemeinden  Adaincourt, Adelange, Arraincourt, Arriance, Bambiderstroff, Créhange, Elvange, Faulquemont (Hauptort), Flétrange, Fouligny, Guinglange, Hallering, Han-sur-Nied, Haute-Vigneulles, Hémilly, Herny,  Holacourt, Laudrefang, Longeville-lès-Saint-Avold, Mainvillers, Many, Marange-Zondrange, Pontpierre, Teting-sur-Nied, Thicourt, Thonville, Tritteling-Redlach, Vahl-lès-Faulquemont, Vatimont, Vittoncourt und Voimhaut. Sein Zuschnitt entsprach einer Fläche von 245,10 km2. Er besaß vor 2015 einen anderen INSEE-Code als heute, nämlich 5709.

## Bevölkerungsentwicklung
| 1962   | 1968   | 1975   | 1982   | 1990   | 1999   | 2006   | 2012   |
| ------ | ------ | ------ | ------ | ------ | ------ | ------ | ------ |
| 18.943 | 19.917 | 19.764 | 21.674 | 21.637 | 22.229 | 23.220 | 23.584 |

## Politik
Im 1. Wahlgang am 22. März 2015 erreichte keines der fünf Kandidatenpaare die absolute Mehrheit. Bei der Stichwahl am 29. März 2015 gewann das Gespann Danièle Jager-Weber/François Lavergne (beide DVD) gegen Magali Chatelain/Lionel Lardier (beide FN) mit einem Stimmenanteil von 62,71 % (Wahlbeteiligung:47,24 %).
Seit 1945 hatte der Kanton folgende Abgeordnete im Rat des Départements:
| Vertreter im conseil général (1) des Départements | Vertreter im conseil général (1) des Départements | Vertreter im conseil général (1) des Départements |
| Amtszeit                                          | Name                                              | Partei                                            |
| ------------------------------------------------- | ------------------------------------------------- | ------------------------------------------------- |
| 1945–1950                                         | Edouard Corbedaine                                | DVD                                               |
| 1951–1970                                         | Abbé Rausch                                       | DVD                                               |
| 1970–198.                                         | André Gouy                                        | DVD, danach RPR                                   |
| 198.–2015                                         | François Lavergne                                 | DVD                                               |
| 2015–                                             | Danièle Jager-Weber François Lavergne             | DVD                                               |

(1) seit 2015 Departementrat